# Highland (Kansas)
Highland és una població dels Estats Units a l'estat de Kansas. Segons el cens del 2000 tenia 976 habitants.

## Demografia
Segons el cens del 2000, Highland tenia 976 habitants, 316 habitatges, i 169 famílies. La densitat de població era de 711 habitants/km².
Dels 316 habitatges en un 20,3% hi vivien nens de menys de 18 anys, en un 44,6% hi vivien parelles casades, en un 7,3% dones solteres, i en un 46,5% no eren unitats familiars. En el 41,8% dels habitatges hi vivien persones soles el 22,2% de les quals corresponia a persones de 65 anys o més que vivien soles. El nombre mitjà de persones vivint en cada habitatge era de 2,02 i el nombre mitjà de persones que vivien en cada família era de 2,76.
Per edats la població es repartia de la següent manera: un 12,3% tenia menys de 18 anys, un 36,5% entre 18 i 24, un 14,2% entre 25 i 44, un 15,2% de 45 a 60 i un 21,8% 65 anys o més.
L'edat mediana era de 28 anys. Per cada 100 dones de 18 o més anys hi havia 100,5 homes.
La renda mediana per habitatge era de 25.250 $ i la renda mediana per família de 37.969 $. Els homes tenien una renda mediana de 30.298 $ mentre que les dones 22.250 $. La renda per capita de la població era de 12.341 $. Entorn del 9% de les famílies i el 17,4% de la població estaven per davall del llindar de pobresa.

## Poblacions més properes
El següent diagrama mostra les poblacions més properes.